# Winterbach (Bade-Wurtemberg)
Pour les articles homonymes, voir Winterbach.
Winterbach est une commune de Bade-Wurtemberg (Allemagne), située dans l'arrondissement de Rems-Murr, dans la région de Stuttgart, dans le district de Stuttgart.

## Jumelage
- Gleisdorf (Autriche) depuis 1961[1]